# Wu Jinghua
Wu Jinghua (Mianning (Sichuan), januari 1931 - Peking, 19 oktober 2007) was een Chinees politicus. Hij behoorde tot de etnische minderheid Yi.

## Leven
Wu werd lid van de Communistische Partij van China in 1949 en was lang actief binnen de partijkaders van de Autonome Yi Prefectuur Liangshan in Sichuan.
Hij was partijsecretaris van de Tibetaanse Autonome Regio van juni 1985 tot december 1988. Hij probeerde liberalisering in de politiek door te voeren, maar werd ontslagen vanwege opstanden van 1987 tot 1993. Hij werd opgevolgd door Hu Jintao, de latere president van de Volksrepubliek China.